# Stanisław z Uścia
Stanisław z Uścia (ur. ok. 1382 w Uściu Solnym, zm. między 9 a 11 marca 1440) – polski prawnik, profesor i rektor Akademii Krakowskiej, oficjał i wikariusz generalny gnieźnieński, notariusz publiczny.

## Życiorys
Był synem Pawła i Katarzyny, prawdopodobnie uściańskich mieszczan.
Studiował na Akademii Krakowskiej, najprawdopodobniej rozpoczął studia w 1400 roku, gdy uczelnia została odnowiona przez Władysława II Jagiełłę z fundacji Jadwigi Andegaweńskiej. Uzyskał bakalaureat sztuk wyzwolonych w 1403 roku, a magisterium tychże sztuk w 1411 albo 1412 roku. Po ukończeniu studiów na Wydziale Artium został prawdopodobnie profesorem tego wydziału i rozpoczął studia prawnicze na Wydziale Prawa tejże uczelni. Uzyskał stopień doktora dekretów w 1434 roku. W tymże roku został rektorem uczelni na semestr letni. W latach 1434–1437 prowadził sprawy cywilne i kryminalne, m.in. na zlecenie Jana Englota, wikariusza i oficjała generalnego krakowskiego.
12 marca 1426 roku wystąpił o przydzielenie mu godności plebana kościoła parafialnego w Dzierążni, którą to godność otrzymał.
Na przełomie 1437 i 1438 roku przeniósł się do Gniezna, gdzie 14 lutego 1438 roku został mianowany oficjałem gnieźnieńskim, z pełnią władz sądowniczych. Sprawował sądy od 28 lutego 1438 roku do 2 marca 1440 roku. 1 maja 1438 roku został również mianowany gnieźnieńskim wikariuszem generalnym. Zapewne w tym roku został powołany na pierwszego znanego lektora prawa kanonicznego w szkole powstałej przy katedrze gnieźnieńskiej.